# Riedel család
A báró leuensterni Riedel család egy magyarországi főnemesi család. A Riedel család 1596-ban szerzett cimeres nemeslevelet, majd Bécsben 1636-ban birodalmi nemességet. 1700-ban Bécsben szerzett bárói cimet.

## A család története

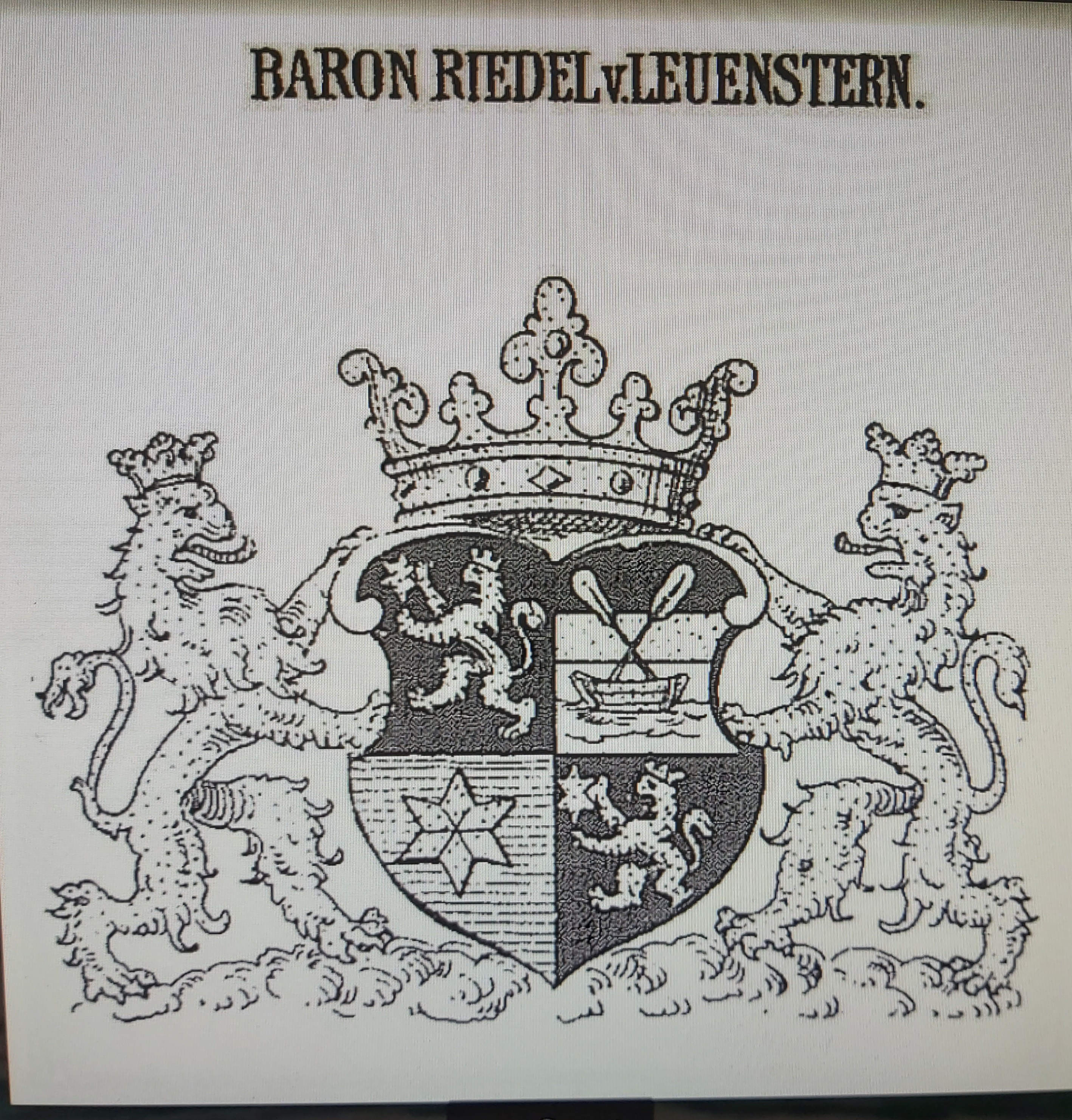
A család címere jelenleg

A család alapítói Riedel Péter és György testvérek breslaui polgárok 1596. december 6-án címeres nemeslevelet szereztek. 1636. május 7-én címerbővítést szereztek Riedel Mátyás, Lőrinc és György. 1700. november 18-án Riedel Mátyás cseh bárói címet szerzett adományban az uralkodótól. A római katolikus báró Joseph Riedel von Leuenstern (1751–1796) és hitvese Breuner Jozefa frigyéből született fia, báró Johannes Sebastian Riedel von Leuenstern (1785–1844), aki később Žleben, Bohémiában, 1844. február 4.-én hunyt el. Riedel Sebastian feleségül vette Chrudimon, 1813. július 18-án Marie Josepha Budejovsky (1793–1846) kisasszonyt, akitől született egy szintén Joseph nevű fiúgyermeke, aki felnőtt korában a történelmi Magyarországra költözött.
Báró Joseph Riedel von Leuenstern (1815–1876), vasúti mérnök és felesége, Schulz Mária (1826–1868), Magyarországra került a 19. század második felében két gyermekével együtt: leuensterni báró Riedel Vencel Józseffel (1848–1890) és leuensterni báró Riedel Marie Emmával (1853–1923), aki később Kern Szeverin (†1912), császári és királyi főhadnagy felesége lett. A család átköltözése után hamarosan gyarapodni kezdett. Vácon két leány született: báró Riedel Ilona (1854–?), akinek a férje Patak Antal (1833–1904), mérnök, MÁV-felügyelő, valamint báró Riedel Mária (1851–1939), akinek a férje Stockinger János (†1922), MÁV-főfelügyelő volt. Évekkel később Riedel Józsefnek és Schultz Máriának Nagyváradon még egy gyermeke született: báró leuensterni Riedel Zdenko (1862–1942), Magyar Királyi Államvasúti felügyelő. Báró Riedel Vencel József a déli vasút társaság hivatalnokának a felesége, saárszeghi Baán Antónia, saárszeghi Baán Gáspár főszolgabíró és Bárány Janka lánya volt, akit 1879 április 29.-én vett el. Riedel Vencel és Baán Antónia 10 év után elváltak, házasságuk gyermektelen maradt.

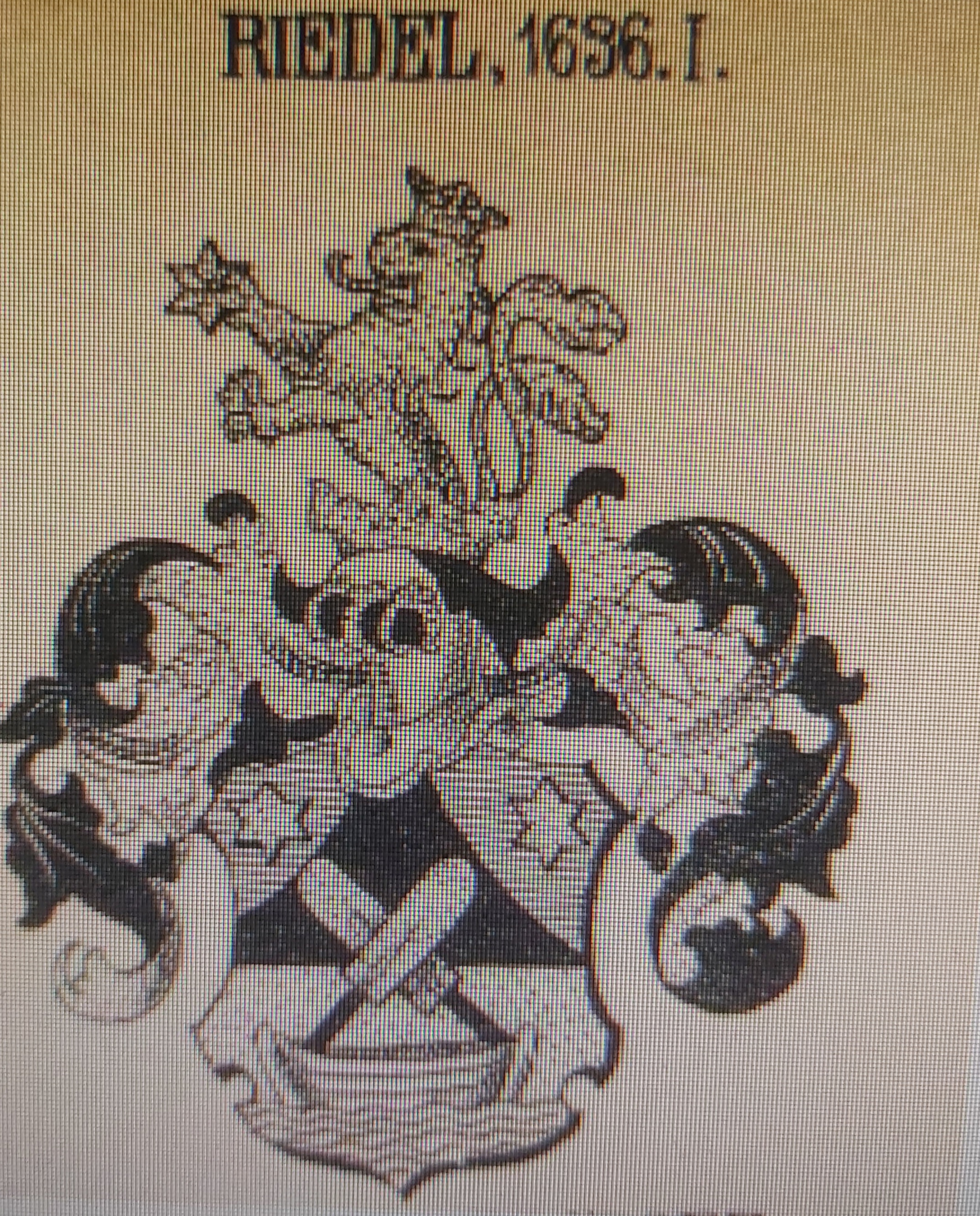
Családi címer (1636)

Báró Riedel Zdenko (1862–1942), Magyar Királyi Államvasúti felügyelő, Budapesten 1898. július 16-án vette feleségül a mosoni születésű polgári származású Rabl Rudolfine (1874–1935) kisasszonyt, Rabl Ferenc (1838–1911), mosoni kereskedő, polgár, és Schölkhorn Mária (1840-1919) lányát. Riedel Zdenkó báró, neje és gyermekei Budapesten a rózsadombi Felvinci utca 7-es számú villában laktak. Rabl Rudolfine egyetlenegy gyermekkel áldotta meg őt: báró Riedel Miklóssal (1899–1955), aki már Budapesten született, és később gépészmérnök lett. 1935. augusztus 3-án báró Riedel Miklós feleségül vette Andor Edina (1910–1997) kisasszonyt, Andor Béla, bankhivatalnok, és Petrich Irma (1879–1968) lányát. Petrich Irma szülei Petrich Pál és Meskó Amália voltak; Petrich Pálné Meskó Amália szülei Meskó Pál (1826–1864) pesti polgári szabómester és Schmiedl Etelka voltak. Andor Béla az "Anhäupel" név alatt született Budapesten; apja a bajor származású idősebb Anhäupel György (1834–1879), pesti főpincér volt. Andor Béla egyik fivére Andor György (1867–1914), minisztériumi tanácsos, római katolikus pap, pápai prelátus. Riedel Miklós és Andor Edina házasságából két fiúgyermek született: ifjabb báró leuensterni dr. Riedel Miklós, kémikus, egyetemi docens, valamint báró leuensterni Riedel Lóránt, technikatörténész, közlekedésmérnök, főszerkesztő, az MTCSE elnöke 2017. februárjáig.

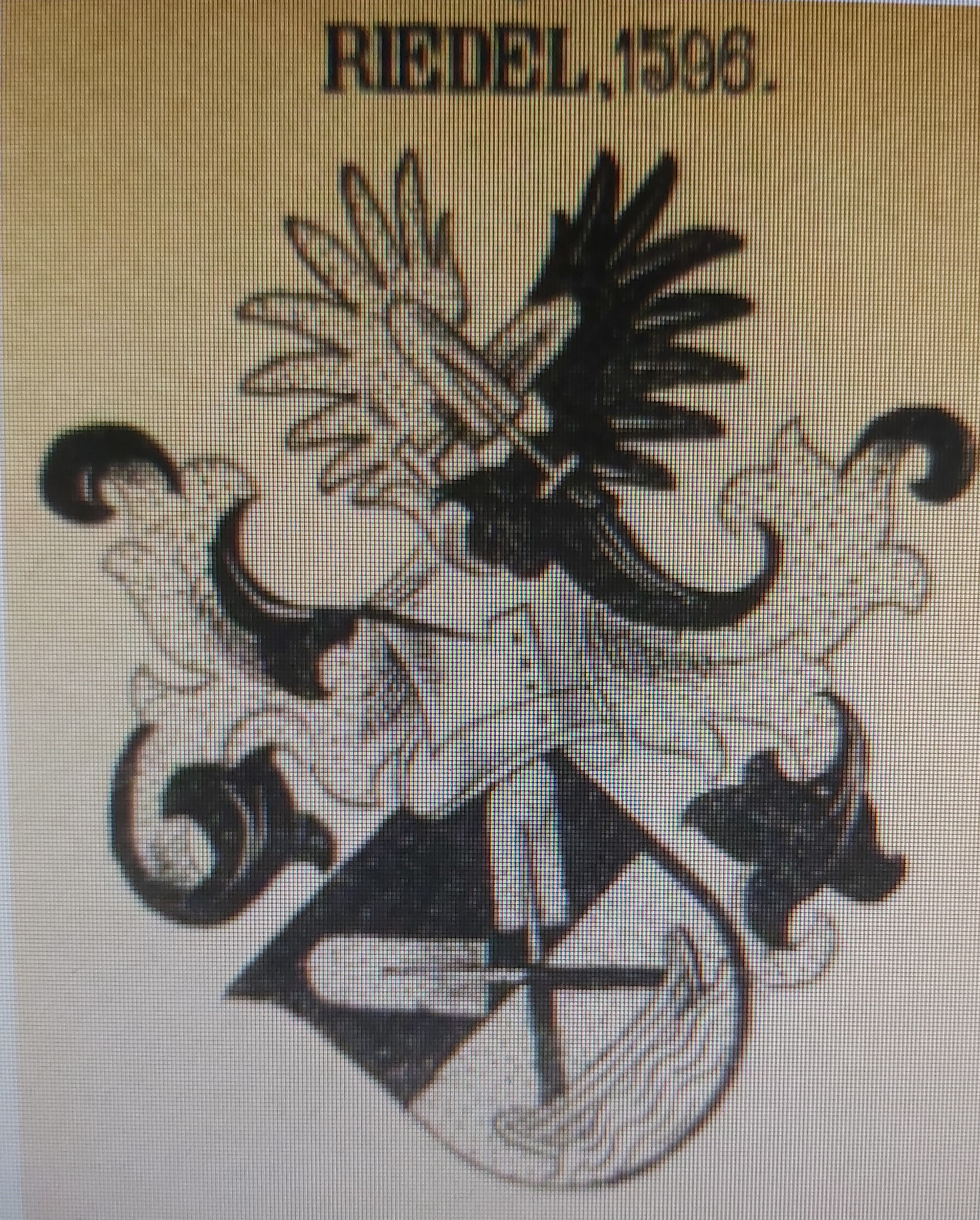
Családi címer (1596)

Dr. Riedel Miklós 1974-ben feleségül vette Hobinka Ildikót, középiskolai tanárt. Házasságukból két gyermek született: Riedel Rita (1975) és Riedel Miklós (1978). Riedel Miklós 2010-ben házasságot kötött Szikora Borbálával (1986). Riedel Rita 2009-ben házasságot kötött Fekete Sándorral. Házasságukból 3 gyermek született: Fekete Csongor (2010), Fekete Csanád (2012) és Fekete Csenge (2014).
Riedel Lóránt 1971-ben feleségül vette Grisard Rosemarie (1942) fodrászmestert. Házasságukból két gyermek született: Riedel René (1966) informatikus, politikus, és Riedel Loránd Rudolf (1972) gazdasági agrármérnök, kormányzati tisztségviselő, a Magyar Mária Rádió Nemes Egyszerűséggel című műsorának szerkesztője, az MTCSE elnöke 2017–2020 között. Riedel René 2000-ben házasságot kötött dr. Juhos Katalinnal (1963); gyermekeik: Németh Zsolt Rudolf és Németh Benjámin. Riedel Loránd Rudolf gyermekei: Riedel Réka Edina (2002) és Riedel Richárd Zdenkó (2005). Riedel Loránd Rudolf 2020-ban házasságot kötött Füzesi Vandával.

## A család leszármazási táblája
Báró Johannes Sebastian Riedel von Leuenstern (1785–1844), és Marie Josepha Budejovsky (1793–1846) frigyéből született:
- A1 József (Zleb, 1815. január 6.–Bojanov, 1876. július 13.), vasúti mérnök: felesége Schulz Mária (Throv Kamenitz, 1826. szeptember 8.–Nagyvárad, 1868. február 7.)
  - B1 Vencel József (1848–Budapest, 1890. november 1.), a déli vasút társaság hivatalnoka. Neje: saárszeghi Baán Antónia
  - B2 Mária Emma (Vác, 1851. szeptember 8.–1939). Férje: Stockinger János (†1922), MÁV-főfelügyelő volt
  - B3 Emma (Vác, 1853. január 1.–Tevel, 1923. október 14.). Férje: Kern Szeverin (†1912), császári és királyi főhadnagy
  - B4 Ilona (Vác, 1854. szeptember 12.–?). Férje: Patak Antal (1833–Eger, 1904. február 4.), mérnök, MÁV-felügyelő
  - B5 Zdenko (Nagyvárad, 1862. április 28.–Budapest, 1942. május 13.), Magyar Királyi Államvasúti felügyelő. Neje: Rabl Rudolfine (Moson, 1874. január 24.–Budapest, 1935. szeptember 25.) 
    - C1 Miklós (Budapest, 1899. december 6.–Budapest, 1955. november 16.), gépészmérnök. Felesége: Andor Edina (Budapest, 1910. január 26.–Budapest, 1997. december 21.)
      - D1 Miklós (Budapest, 1939. január 18. –), dr. kémikus, egyetemi docens. Neje: Hobinka Ildikó, középiskolai tanár
        - E1 Rita (1975). Férje: Fekete Sándor
        - E2 Miklós (1978). Neje: Szikora Borbála (1986)

      - D2 Lóránt (Budapest, 1944. január 17. –), technikatörténész, közlekedésmérnök, főszerkesztő, az MTCSE elnöke 2017. februárjáig. Neje: Grisard Rosemarie (Berlin, 1942. december 20.), fodrászmester
        - E1 René (1966) informatikus, politikus. Neje: dr. Juhos Katalinnal (1964)
        - E2 Loránd Rudolf (1972) gazdasági agrármérnök, kormányzati tisztségviselő, a Magyar Mária Rádió Nemes Egyszerűséggel című műsorának szerkesztője, az MTCSE elnöke 2017–2020 között. 1.f.: Vereczkey Zita. 2.f.: Füzesi Wanda
          - F1 (első nejétől) Réka (2002)
          - F2 (első nejétől) Richárd Zdenkó (2005)